# هشام مصطفی
هشام مصطفی (انگلیسی: Hesham Mustafa؛ زادهٔ ۱ ژوئیهٔ ۱۹۵۲) بازیکن فوتبال اهل عراق بود.
وی همچنین در تیم ملی فوتبال عراق بازی کرده‌است.